# Бумеранг (филм, 1979)
Вижте пояснителната страница за други значения на Бумеранг.
„Бумеранг“ е български игрален филм (драма) от 1979 година на режисьора Иван Ничев, по сценарий на Свобода Бъчварова, Иван Ничев и Жени Радева. Оператор е Виктор Чичов. Музиката във филма е композирана от Кирил Цибулка.

## Състав

### Актьорски състав
| Роля                                 | Изпълнител                            |
| ------------------------------------ | ------------------------------------- |
| Мишо (Михаил Иванов Петков)          | Любен Чаталов                         |
| Петър                                | Явор Спасов                           |
| Писателят Борис Кръстев              | Заслужил артист: Николай Бинев        |
| Нина                                 | Заслужила артистка: Катя Паскалева    |
| Телевизионният журналист             | Вельо Горанов                         |
| Естрадният менажер Сарафов           | Евстати Стратев                       |
| Главният редактор                    | Константин Димчев                     |
|                                      | Красимира Дамянова                    |
|                                      | Анжела Атанасова                      |
| студент                              | Христо Паскалев                       |
|                                      | Васил Чобанов                         |
|                                      | Зарко Узунов                          |
| пенсионираният професор              | Преслав Петров                        |
| хазяйката на Мишо                    | Минка Сюлеймезова                     |
| заместник-директора на операта       | Иван Янчев                            |
|                                      | Румен Иванов                          |
| Фауст                                | Петър Маринов                         |
| Мефистофел                           | Павел Герджиков                       |
| Режисьор на операта „Фауст“          | П. Щърбанов                           |
| В епизодите:                         |                                       |
| Заслужил артист: Ицхак Финци         | цигуларят                             |
| Меглена Караламбова                  |                                       |
| А. Божинов                           |                                       |
| Йосиф Сърчаджиев                     |                                       |
| К. Чепишева                          |                                       |
| Р. Петкова                           |                                       |
| Заслужила артистка: Жоржета Чакърова | певицата                              |
| Вълчо Камарашев                      | преподавателя Стоянов                 |
| Л. Стоянов                           |                                       |
| Лина Гладийска (като Л. Гладийска)   | гостенка на Борис Кръстев             |
| Дичо Дичев (като Д. Дичев)           | познатият на Мишо с шапката и брадата |

### Технически екип
| Сценарий                          | Свобода Бъчварова Иван Ничев Жени Радева                                                       |
| Режисьор                          | Иван Ничев                                                                                     |
| Оператор                          | Виктор Чичов                                                                                   |
| Редактор                          | Боян Папазов                                                                                   |
| Художник                          | Ангел Ахрянов                                                                                  |
| Музика                            | Кирил Цибулка                                                                                  |
| Монтаж                            | Жени Радева                                                                                    |
| Звук                              | Досьо Белчев                                                                                   |
| Втори режисьор                    | Лидия Божилова                                                                                 |
| Асистент-режисьори                | Елена Тренева Светла Дукова                                                                    |
| Втори оператор                    | Георги Тренев                                                                                  |
| Асистент-оператори                | Михаил Николов Лалчо Динев Павел Павлов                                                        |
| Костюми                           | Елена Тодорова                                                                                 |
| Втори художник                    | Евгени Апостолов                                                                               |
| Асистенти по монтажа              | Ани Чернева Долорес Йорданова                                                                  |
| Грим                              | Марина Огнянова                                                                                |
| Гардероб                          | Любка Орханиева                                                                                |
| Реквизит                          | Стефан Ненов Богомил Левчев                                                                    |
| Тонтехник                         | Николай Иванчаев                                                                               |
| Фотографи                         | Младен Чавдаров Парсех Шубаралян                                                               |
| Осветление                        | Людмил Христов                                                                                 |
| Организатори                      | Мирослав Стоянов Нисим Талви                                                                   |
| Директор                          | Стефан Цветков                                                                                 |
| Във филма е използвана музика на: | Шарл Гуно Петър Ступел И стихове на: Валери Петров Биньо Иванов                                |
| Distributed by                    | БЪЛГАРСКА КИНЕМАТОГРАФИЯ Студия за игрални филми Творчески колектив „ХЕМУС“ /Copyright © 1978/ |